# 柴启琨
柴启琨（1919年—2005年），男，山西河津人，中华人民共和国军事人物，中国人民解放军少将，曾任中国人民解放军海军政治部副主任。